# Principio di interazione spaziale
Il principio di interazione spaziale  è un principio di economia urbana che analizza i rapporti che si instaurano fra le diverse parti della città e fra le rispettive attività; vuole risponde alla domanda come nella città?
Le diverse attività sia di tipo residenziale che produttivo poste in un territorio urbano tendono infatti ad instaurare rapporti con le altre attività e con l'ambiente circostante, dando luogo a una fitta rete di relazioni di vario tipo: commerciali, pendolari, scambio di informazioni con le altre attività, e più in generale rapporti di attrazione, di repulsione, di cooperazione con gli elementi dell'ambiente.
Questo sistema complesso di connessioni reciproche fra attività mette in evidenza che una città intesa come agglomerato, cioè insieme di persone, attività e servizi, è soprattutto un insieme di relazioni che si instaurano in uno spazio fisico.
Il principio di interazione spaziale è reso più evidente se si prende in considerazione un sistema territoriale che comprende più città. Tale sistema sottolinea una maggiore concentrazione di tutte le attività rilevanti in un punto centrale, una città e il resto delle attività distribuite nelle città minori che ruotano intorno ad essa. In questo sistema dunque le città maggiori esercitano forze di attrazione sulle città minori.

## Modello gravitazionale
Il principio di interazione spaziale viene espresso in modo formale dal modello gravitazionale, chiamato così per le sue somiglianze con il modello di gravitazione universale di Newton. Le analogie sono dovute al fatto che i rapporti precedentemente descritti sembrano organizzarsi in campi gravitazionali con intensità proporzionale alla dimensione e inversamente proporzionale alla distanza fra le attività.
Basandosi quindi sulle leggi newtoniane sulla fisica dei gravi, le attività sono rappresentate da corpi fisici di massa proporzionale alla propria entità. Questa idea si è affermata alla fine dell'Ottocento e successivamente nel secondo dopoguerra, grazie agli studi di G.K Zipf, si è estesa l'applicazione del modello gravitazionale ad altri fenomeni spaziali come gli spostamenti di viaggiatori, le chiamate telefoniche tra città ecc.
La formula applicata è:
{\displaystyle F=Km_{1}m_{2}/d^{2}}

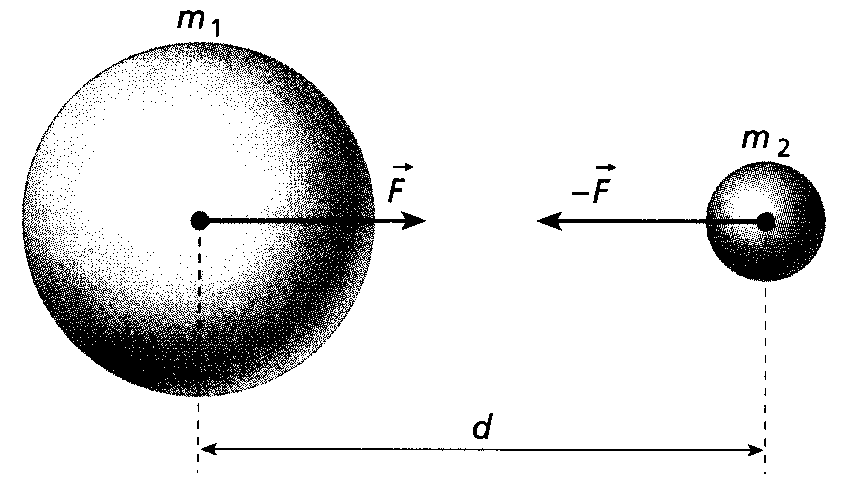
La forza che si instaura tra due corpi (1, 2) è proporzionale alla massa di questi (m1, m2) ed inversamente proporzionale alla loro distanza

espressa nei confronti dei fenomeni spaziali come
{\displaystyle T_{ab}=K(P_{a}^{\alpha }\cdot P_{b}^{\beta })/\partial _{ab}^{\gamma }}
in cui:  {\displaystyle T}misura l'intensità della interazione tra le due attività insediate {\displaystyle a} e {\displaystyle b}
{\displaystyle K} è una costante stimata in termini econometrici
{\displaystyle P} è la popolazione, espressa in base alla massa delle unità territoriali
{\displaystyle \alpha } e {\displaystyle \beta } ipotizzati uguali a {\displaystyle 1}:
{\displaystyle \gamma } può essere uguale a {\displaystyle 1} o {\displaystyle 2} ed esprime il peso della frizione spaziale
{\displaystyle \partial } è la distanza fra le due unità territoriali
Il modello gravitazione, per lo studio dei fenomeni urbani e territoriale, è utilizzato in due modi:
1. come modello di flusso, per misurare l'intensità di relazione fra attività; metodo utilizzato per fenomeni quali il movimento della popolazione, comunicazioni telefoniche ecc.[5]
2. come modello di potenziale, per misurare l'accessibilità presente a partire da qualsiasi punto nello spazio rispetto alle attività circostanti

### Il modello di Reilly
Il modello di Reilly è stata una delle prime sperimentazioni del principio di interazione gravitazionale ed è stato presentato dall'economista William Reilly dell'Università del Texas negli anni trenta, a proposito degli acquisti dei residenti delle varie contee del Texas. Reilly notò infatti che due contee di uguale grandezza se lontane tendono a non avere molti rapporti l'un con l'altra, tuttavia la presenza di una città di grandi dimensioni in una delle due zone può attrarre a sé l'acquisto dei residenti circostanti e anche di contee lontane. Nello stesso modo una contea con un numero maggiore di abitanti avrà più forza attrattiva nei confronti della contea con minor numero di abitanti.
Reilly pubblicò sulla base di queste analisi il libro The law of retail gravitation in cui estese il modello di modello gravitazionale per l'analisi dei movimenti d'acquisto. Se si considerano due centri urbani {\displaystyle A} e {\displaystyle B} con una popolazione residente {\displaystyle P_{A}} e {\displaystyle P_{B}}, è possibile calcolare la vendita effettuata nei due centri dai consumatori residenti nei centri intermedi C attraverso l'espressione:
{\displaystyle V_{A}/V_{B}=(P_{A}^{\alpha }/P_{B}^{\alpha })/(d_{BC}^{\beta }/d_{AC}^{\beta })}
dove:
{\displaystyle \beta }è un valore compreso tra {\displaystyle 1,5} e {\displaystyle 2,5}
{\displaystyle \alpha =1}.
Il modello di Reilly individua dei limiti delle aree di mercato dei due centri dove le vendite diventano pressoché le stesse {\displaystyle V_{A}=V_{B}}. Questo confine tra le due aree è delimitato dal punto di indifferenza o breaking point, in cui gli acquirenti non hanno preferenze.

#### Applicazione del modello di Reilly
Poiché sulla frontiera fra i due centri le vendite si equivalgono ({\displaystyle V_{A}=V_{B}}), è possibile definire il punto di indifferenza  {\displaystyle C} sul segmento {\displaystyle AB}:
{\displaystyle V_{A}/V_{B}=(P_{A}^{\alpha }/P_{B}^{\alpha })/(d_{BC}^{\beta }/d_{AC}^{\beta })=1}
ponendo {\displaystyle \alpha =1}e {\displaystyle \beta =2}
{\displaystyle V_{A}/V_{B}=(P_{A}/P_{B})/(d_{BC}/d_{AC})^{2}=1}
lavorando sull'equazione si può ottenere  {\displaystyle d_{BC}} nel modo seguente:
{\displaystyle \surd {(P_{A}/P_{B})}=(d_{AC}/d_{BC})}
{\displaystyle \surd {(P_{A}/P_{B})}=(d_{AB}-d_{BC})/d_{BC}}
{\displaystyle \surd {(P_{A}/P_{B})}=(d_{AB}/d_{BC})-1}
{\displaystyle d_{BC}=d_{AB}/[1+\surd (P_{A}/P_{B})]}